# حمله به تایتان (فیلم)
حمله به تایتان (به ژاپنی: 進撃の巨人 Shingeki no Kyojin) فیلمی ژاپنی در سبک فانتزی تاریک و اکشن به کارگردانی شینجی هیگوچی و نویسندگی یوسکه واتانابه و توموهیرو ماچیاما است که اقتباسی از مجموعه مانگایی ژاپنی به همین نام از هاجیمه ایسایاما است. در این فیلم بازیگرانی همچون هاروما میورا، هیروکی هاسه‌گاوا، کیکو میزوهارا، کاناتا هونگو، ساتورو ماتسوئو، ساتومی ایشیهارا و جون کونیمورا ایفای نقش می‌کنند. داستان حمله به تایتان دربارهٔ ارن یگر و دوستان دوران کودکی‌اش میکاسا آکرمن و آرمین آرلرت است که به لژیون شناسایی ملحق می‌شوند، گروهانی نظامی که وظیفهٔ مبارزه با غول‌هایی انسان‌نما به نام تایتان‌ها را بر عهده دارد. این اتفاق پس از آن می‌افتد که تایتانی عظیم به شهر زادگاهشان حمله‌ور می‌شود. این فیلم به دو بخش تقسیم می‌شود که بخش نخست آن در ۱ اوت ۲۰۱۵ در کشور ژاپن به نمایش درآمد و بخش دوم آن نیز با عنوان «پایان دنیا» در ۱۹ سپتامبر ۲۰۱۵ در ژاپن منتشر شد.

## داستان
داستان در شهری به نام مونزن اتفاق می‌افتد. جایی که ارن یگر به همراه دو دوست خود، میکاسا آکرمن و آرمین آرلرت زندگی می‌کند و رؤیای خود را که خروج از دیوار هاست برای آن‌ها شرح می‌دهد. ناگهان، دیواری که به مدت صد سال مردم را از گزند تایتان‌ها حفظ کرده بود، توسط تایتان غول‌آسا شکسته می‌شود و تایتان‌های کوچکتر وارد شهر می‌شوند. میکاسا در جریان نجات یک کودک، از ارن و آرمین جدا می‌شود و توسط یک تایتان مورد حمله قرار می‌گیرد که باعث می‌شود ارن و آرمین او را مرده بپندارند.
دو سال بعد، ارن و آرمین وارد گروه پیشاهنگ می‌شوند. گروه که توسط فرمانده پلیس نظامی، کوبال رهبری می‌شود، به سمت یکی از شهرهای دیوار خارجی حرکت می‌کند. آن‌ها مورد حمله تایتان‌ها قرار می‌گیرند اما توسط کاپیتان شیکشیما و میکاسا، که تصور می‌شد دوسال پیش کشته شده‌اند، نجات می‌یابند. میکاسا با ارن صحبت نمی‌کند و از او دوری می‌کند. ارن که فرصتی برای حرف زدن با او می‌یابد، از او می‌شنود که تجربه دوسال گذشته اش باعث شده به این نتیجه برسد که دنیا بی رحم است. ارن سپس متوجه می‌شود که میکاسا و شیکشیما باهم هستند و این به او احساس بسیار بدی می‌دهد. پس از حمله تعداد بیشتری از تایتان‌ها، فرمانده کوبال عقب‌نشینی می‌کند و گروه را برای دفاع از خودش رها می‌کند. جان تلاش می‌کند ارن را متقاعد کند تا فرار کند، اما ارن به جنگیدن ادامه می‌دهد. حین جنگیدن، او یک پای خود را از دست می‌دهد و سپس برای نجات آرمین، زندگی خود را فدا می‌کند.
میکاسا با اینکه از مرگ ارن غمگین است، اما به جنگیدن با تمام توان ادامه می‌دهد تا زمانی که کپسول گازش خالی می‌شود و با تایتانی که ارن را خورده روبرو می‌شود. سپس از درون آن تایتان، تایتان دیگری پدیدار می‌شود و با بقیه تایتان‌ها می‌جنگد. میکاسا متوجه می‌شود که تایتان جدید، همان ارن است که توسط تایتان قبلی خورده شده بود. پس از اینکه تایتان ارن از بین می‌رود، میکاسا ارن را از درون تایتان بیرون می‌آورد.

## بازخورد
لایو اکشن حمله به تایتان نتوانست نظر مثبت کاربران و بینندگان را جلب نماید. تغییر مسیر داستان و حذف و جایگزینی برخی شخصیت‌ها باعث کاهش جذابیت داستان شد. قسمت دوم این فیلم هم نتوانست بهتر از قسمت قبل عمل کند.